# Pieter Jacobs
Pieter Jacobs (* 6. Juni 1986 in Brasschaat) ist ein belgischer Radrennfahrer.

## Sportliche Laufbahn
Pieter Jacobs begann seine Karriere 2005 bei dem Continental Team Amuzza.com-Davo. Ein Jahr später wurde die Mannschaft zum Farmteam der belgischen Équipe Unibet.com umgeformt. In diesem Jahr belegte er beim Clásica Memorial Txuma den sechsten Platz. Seit 2007 fährt Jacobs für die ProTour-Mannschaft von Unibet.com. Bei der Tour Down Under 2007 wurde er Zweiter in der Nachwuchswertung, im Jahr darauf wurde er Dritter der Gesamtwertung der Tour of Turkey. 2011 wurde er Zweiter bei Halle–Ingooigem.
2013 belegte Jacobs Rang zwei bei Rund um Köln und gewann die Rennen Omloop van het Waasland und Schaal Sels. 2014 wurde er Vierter bei Rund um den Finanzplatz Eschborn-Frankfurt. 2016 beendete er seine Radsportlaufbahn, kehrte aber 2018 als Rennfahrer zurück. So startete er bei der belgischen Straßenmeisterschaften und gewann mehrere kleinere belgische Rennen.

## Erfolge
2013
- Omloop van het Waasland
- Schaal Sels

## Teams
- 2005 Amuzza.com-Davo
- 2006 Unibet-Davo (bis 31. Juli)
- 2006 Unibet.com (ab 1. August)
- 2007 Unibet.com
- 2008 Silence-Lotto
- 2009 Silence-Lotto
- 2010 Topsport Vlaanderen-Mercator
- 2011 Topsport Vlaanderen-Mercator
- 2012 Topsport Vlaanderen-Mercator
- 2013 Topsport Vlaanderen-Baloise
- 2014 Topsport Vlaanderen-Baloise
- 2015 Topsport Vlaanderen-Baloise
- 2016 Crelan-Vastgoedservice Continental Team